# Zadębie Trzecie
Zadębie Trzecie (Zadębie III) – dawna wieś, od 1959 część miasta Lublina, leżąca w jego wschodniej części. Rozpościera się w rejonie ulicy Mełgiewskiej, i wchodzi w skład lubelskiej dzielnicy Hajdów-Zadębie. Jest to obszar głównie przemysłowy.

## Historia
Dawniej samodzielna miejscowość. Od 1867 w gminie Wólka w powiecie lubelskim. W okresie międzywojennym miejscowość należała do woj. lubelskim. 1 września 1933 utworzono gromadę Zadębie w granicach gminy Wólka, w skład której weszło Zadębie III.
Podczas II wojny światowej Zadębie III włączono do Generalnego Gubernatorstwa (dystrykt lubelski), nadal w gminie Wólka. W 1943 roku liczba mieszkańców wynosiła 369.
Po II wojnie światowej wojnie, Zadębie III należało do powiatu lubelskiego w woj. lubelskim jako jedna z 27 gromad gminy Wólka.
W związku z reorganizacją administracji wiejskiej jesienią 1954, miejscowość weszła w skład nowo utworzonej gromady Zadębie.
1 stycznia 1959 gromadę Zadębie zniesiono, a jej obszar – w tym Zadębie Trzecie – włączono do Lublina.